# Blank (Pferd)
Blank (1740–1770) war ein Englisches Vollblut, der nach einer kurzen Rennkarriere als Zuchthengst eingesetzt wurde. Er war 1762, 1764 und 1770 Champion der Vaterpferde in England und Irland.

## Abstammung
Züchter von Blank war Francis Godolphin, 2. Earl of Godolphin.  Dieser hatte 1733 den Hengst Godolphin Arabian gekauft. Dieser  stammt aus dem Nahen Osten, das genaue Herkunftsland ist nicht sicher. Der ca. 1724 geborene Hengst gehörte zu einer Gruppe von Pferden, die der Bey von Tunis dem französischen König Ludwig XV. schenkte. Der Hengst fand aber am französischen Hof offenbar kein Gefallen und gelangte in den Besitz des Engländers Edward Coke. Nach dessen Tod wurde der Hengst von Roger Williams an den Earl of Godolphin verkauft. Der Hengst ist einer der drei Gründungsväter des Englischen Vollbluts.
Blank ist außerdem Nachfahre des Darley Arabian, der ein weiterer Gründervater des Englischen Vollblutes ist. Der Araber-Hengst wurde 1700 vermutlich in Syrien geboren und von dem englischen Kaufmann Thomas Darley 1704 nach Aldby Park, Buttercrambe im englischen North Yorkshire exportiert, wo er auf dem Landsitz der Darley-Familie als Deckhengst eingesetzt wurde. Nachdem seine ersten Nachkommen erfolgreich Rennen gelaufen waren, wurde er gegen Ende seines Lebens zwei Mal mit der Stute Betty Leedes angepaart. Der zweite Nachkommen aus dieser Anpaarung war Bleeding Childers, der nie Rennen lief, weil er bei größerer Anstrengung aus den Nüstern blutete. Er war jedoch Vollbruder des erfolgreichen Rennpferdes Flying Childers. Während Flying Childers im Gestüt des Duke of Devonshire fast ausschließlich Zuchtstuten des Herzogs deckte, stand Bleeding Childers auf dem Gestüt des Tuchfärbers John Bartlett und war wegen seiner illustren Verwandtschaft ein begehrter Deckhengst verschiedener Züchter. Vor allem durch die Vererberleistung von Bleeding Childers gehen heute 95 Prozent aller englischen Rennpferde auf Darley Arabian zurück.

## Rennpferd
Blank lief sein erstes Rennen im Alter von sechs Jahren auf einer der Pferderennbahnen in Newmarket. Er lief nur wenige Rennen und gewann nur ein Match Race, d. h. ein Rennen gegen nur einen weiteren Konkurrenten.

## Nachkommen
Als Zuchthengst stand Blank auf einem Gestüt in Grimsthorpe, Lincolnshire. Zu seinen erfolgreichsten Nachkommen zählen Ancaster, Antinous, Chatsworth, Chrysolite, Contest, Foxhunter, Hyder Ally, Lycurgas, Manby und Pacolet. Auf Grund der Rennerfolge seiner direkten Nachkommen gewann Blank drei Mal das Championat der Vaterpferde in England und Irland. Dabei wird für jeden Deckhengst die Gewinnsumme seiner Söhne und Töchter im zurückliegenden Jahr ermittelt. Es zählen Preisgelder, welche die Söhne und Töchter in Flachrennen in England und Irland gewonnen haben.
Von Blank stammt außerdem die Stute Rachel ab, aus der das Rennpferd Highflyer gezogen wurde. Highflyer blieb als Rennpferd in 14 Rennen ungeschlagen und war als Zuchthengst 13 mal Gewinner des Championat der Vaterpferde in England und Irland.

## Pedigree
| Vater Godolphin Arabian c.1724 | (unbekannt)               | (unbekannt)         | (unbekannt)       |
| Vater Godolphin Arabian c.1724 | (unbekannt)               | (unbekannt)         | (unbekannt)       |
| Vater Godolphin Arabian c.1724 | (unbekannt)               | (unbekannt)         | (unbekannt)       |
| Vater Godolphin Arabian c.1724 | (unbekannt)               | (unbekannt)         | (unbekannt)       |
| Vater Godolphin Arabian c.1724 | (unbekannt)               | (unbekannt)         | (unbekannt)       |
| Vater Godolphin Arabian c.1724 | (unbekannt)               | (unbekannt)         | (unbekannt)       |
| Vater Godolphin Arabian c.1724 | (unbekannt)               | (unbekannt)         | (unbekannt)       |
| Vater Godolphin Arabian c.1724 | (unbekannt)               | (unbekannt)         | (unbekannt)       |
| Mutter Little Mare             | Bleeding Childers b. 1716 | Darley Arabian 1700 | (unbekannt)       |
| Mutter Little Mare             | Bleeding Childers b. 1716 | Darley Arabian 1700 | (unbekannt)       |
| Mutter Little Mare             | Bleeding Childers b. 1716 | Betty Leedes        | Old Careless      |
| Mutter Little Mare             | Bleeding Childers b. 1716 | Betty Leedes        | Sister to Leedes  |
| Mutter Little Mare             | Flying Whig 1721          | Woodstock Arabian   | (unbekannt)       |
| Mutter Little Mare             | Flying Whig 1721          | Woodstock Arabian   | (unbekannt)       |
| Mutter Little Mare             | Flying Whig 1721          | Points              | St. Victor's Barb |
| Mutter Little Mare             | Flying Whig 1721          | Points              | Grey Whynot       |

## Einzelbelege
1. 1 2 3 4  William Pick, R. Johnson: The Turf Register (Volume I). A. Bartholoman, High-Ousegate, 1803 (englisch).
2. ↑  McGrath: Mr. Darley's Arabian. Kapitel „The most esteemed race amongst the Arrabs both by Syre and Dam“, E-Book Position 333.
3. ↑  McGrath: Mr. Darley's Arabian. Kapitel A Groom with a View, E-Book Position 700.
4. ↑  McGrath: Mr. Darley's Arabian. Einleitung, E-Book Position 207.
5. ↑  McGrath: Mr. Darley's Arabian. Kapitel A Groom with a View, E-Book Position 710.
6. ↑   95% of thoroughbreds linked to one superstud In: New Scientist, 6. September 2005 (englisch).